# Centre de documentation et d’étude sur la langue internationale
Centre de documentation et d'étude sur la langue internationale (esp. Centro de Dokumentado kaj Esploro pri la Lingvo Internacia, CDELI) – centrum badawcze w szwajcarskim mieście La Chaux-de-Fonds, założone w 1967 r., którego zadaniem jest gromadzenie dokumentacji i prowadzenie badań nad językami sztucznymi, w szczególności nad językiem esperanto, aczkolwiek podkreślana jest neutralność językowa instytucji. Centrum zawiera także bogate zbiory dokumentów dotyczących języków interlingua, volapük i occidental.